# 高屯街道
高屯街道，是中华人民共和国贵州省黔东南苗族侗族自治州黎平县下辖的一个街道办事处。
2014年2月14日，贵州省人民政府批复同意撤销高屯镇建制，设置高屯街道，街道办事处驻高屯社区。
境内有三黎高速公路过境并设立黎平北出入口，境内还有黎平机场，天生桥、红军桥、东风林场、八舟河等著名景区。

## 行政区划
高屯街道2013年以前下辖以下地区：
高屯社区、高屯村、古顿村、八舟村、绞便村、潭溪村、富家榜村、猫耳塘村、后坡村、盎寨村、中黄村、邱团村、小里村、茶山村、秧南村和沈团村。
2014年经过调整合并，合并为4个社区9个村，分别为：高屯社区、八舟社区、后坡社区、潭溪社区、绞便村、古顿村、小里村、中黄村、秧南村、猫耳塘村、富家榜村、沈团村、盎寨村。